# Federalist Society
La Federalist Society for Law and Public Policy Studies, le plus souvent appelée la Federalist Society, est une organisation américaine de droite conservatrice qui préconise une interprétation rigoriste et originaliste de la Constitution des États-Unis.
Fondée en 1982, c'est l'une des associations juridiques les plus influentes du pays,,,.
La Féderalist Society est financée par de puissants soutiens comme Chevron, Charles Koch, David Koch, Richard Scaife, ou Robert Mercer.
Sur les 9 membres de la Cour Suprême, six (Brett Kavanaugh, Neil Gorsuch, Clarence Thomas, John Roberts, Samuel Alito, Amy Comey Barrett) sont des membres actuels ou anciens de l'organisation.

## Aperçu
En janvier 2019, le Washington Post Magazine écrit que la Federalist Society avait atteint un « pic de pouvoir et d'influence sans précédent ».
Le magazine Politico écrit que la Federalist Society « est devenue l'une des organisations juridiques les plus influentes de l'histoire - non seulement pour façonner la pensée des étudiants en droit, mais également pour changer la société américaine elle-même en déplaçant délibérément et avec diligence le système judiciaire du pays vers la droite ».
L'organisation, dont les idéaux comprennent « le contrôle du pouvoir fédéral, la protection des libertés individuelles et l'interprétation de la Constitution selon son sens d'origine », joue un rôle central dans la mise en réseau et le mentorat de jeunes avocats conservateurs. Selon Amanda Hollis-Brusky, l'auteur d'Ideas with Consequences: The Federalist Society and the Conservative Counterrevolution, la Federalist Society « est devenue le gardien de facto des avocats de la droite et du centre-droit aspirant à des emplois gouvernementaux et à postes de magistrat fédéraux sous les présidences républicaines ». Selon Neil Devins, professeur à la William & Mary Law School, et Lawrence Baum, professeur à l'université d'État de l'Ohio, les administrations (gouvernements) de Ronald Reagan et George W. Bush « la volonté de nommer des juges conservateurs, appartenant à la Federalist Society, était un indicateur de l'adhésion à l'idéologie conservatrice ».
La société est une organisation de membres qui comprend une division des étudiants, une division des avocats et une division des professeurs. La société compte actuellement des sections dans plus de 200 facultés de droit des États-Unis. La division des avocats comprend plus de 70 000 avocats en exercice (organisés en «sections d'avocats» et en «groupes de pratique» au sein de la division) dans quatre-vingt-dix villes. La société a son siège à Washington. Grâce à des événements, des conférences et d'autres activités, elle fournit un forum aux experts juridiques d'opinions opposées pour interagir avec les membres de la profession juridique, de la magistrature et de l'académie juridique.

## Fondateurs
La société a été créée en 1982 par des étudiants de l'École de droit de Yale, de la Faculté de droit de Harvard et de la University of Chicago Law School. La Federalist Society commença comme une organisation étudiante qui contestait ce que ses membres fondateurs percevaient comme l'idéologie libérale américaine orthodoxe que l'on trouve dans la plupart des facultés de droit. La première activité du groupe a été un symposium de trois jours intitulé "Un symposium sur le fédéralisme: ramifications juridiques et politiques" qui s'est tenu à Yale en avril 1982. Le symposium, qui a réuni 200 personnes, a été organisé par Steven G. Calabresi, Lee Liberman Otis et David M. McIntosh. Les orateurs étaient Antonin Scalia, Robert Bork et Theodore Olson. En 2018, Politico Magazine a écrit qu'"il n'est pas exagéré de suggérer qu'il s'agissait peut-être de la conférence étudiante la plus efficace de tous les temps - un plan, rétrospectivement, sur la façon de marier enthousiasme juvénile et dynamisme intellectuel pour obtenir des résultats de grande envergure". La société déclare qu'elle "est fondée sur les principes que l'État existe pour préserver la liberté, que la séparation des pouvoirs gouvernementaux est au cœur de notre constitution, et qu'il est catégoriquement du ressort et du devoir du pouvoir judiciaire de dire ce qu'est la loi, et non ce qu'elle devrait être".

## Contexte
La société se réfère au Federalist Paper Number 78 pour une articulation de la vertu de la retenue judiciaire, comme écrit par Alexander Hamilton: "Il ne peut être d'aucun poids de dire que les tribunaux, sous prétexte d'une répugnance, peuvent substituer leur propre plaisir aux intentions constitutionnelles du législateur... Les tribunaux doivent déclarer le sens de la loi; et s'ils devaient être disposés à exercer la VOLONTÉ au lieu du JUGEMENT, la conséquence serait également la substitution de leur plaisir à celui du corps législatif".
Son logo est une silhouette de l'ancien président et auteur de la constitution, James Madison, qui a co-écrit Le Fédéraliste. Le commissaire Paul S. Atkins de la Securities and Exchange Commission des États-Unis a considéré les membres de la société comme "les héritiers James Madison" dans un discours qu'il a prononcé en janvier 2008 à la section des avocats de Dallas, au Texas. Madison est généralement crédité comme le père de la constitution et est devenu le quatrième président des États-Unis.
Le nom de la société serait basé sur le Parti fédéraliste du XVIIIe siècle; cependant, James Madison s'est associé à Thomas Jefferson et au Parti Démocratique-Républicain en opposition aux politiques du Parti Fédéraliste résultant d'une interprétation vague de la Clause de Commerce. Les opinions de la société sont plus étroitement associées à la signification générale du fédéralisme (en particulier le nouveau fédéralisme) et au contenu des articles fédéralistes qu'avec le parti fédéraliste ultérieur.
La conférence initiale de 1982 de la société a été financée, à hauteur de 25 000 $, par l'Institut des affaires éducatives. Plus tard, un financement de 5,5 millions de dollars est venu de la Fondation Olin. Parmi les premiers donateurs, on peut citer la Fondation Scaife et les fondations familiales Koch. Les donateurs de la Federalist Society sont Google, Chevron, Charles G. et David H. Koch ; la fondation familiale de Richard Mellon Scaife ; et la famille Mercer.En 2017, la Federalist Society avait 20 millions de dollars de revenus annuels.
La société organise chaque année une convention nationale des avocats à Washington. C'est l'un des événements juridiques conservateurs les plus en vue de l'année,. Parmi les orateurs figuraient l'ancienne présidente de l'ACLU, Nadine Strossen, la dirigeante d'entreprise et candidate présidentielle républicaine de 2016, Carly Fiorina, l'ancien président de BB&T John Allison, l'ancien procureur général Michael Mukasey, le sénateur américain Mike Lee et l'avocat de la Maison Blanche sous le président Barack Obama Neil Eggleston. La Federalist Society invite à ses événements "des défenseurs libéraux capables d'essayer de réfuter les perspectives conservatrices".
Le Harvard Journal of Law and Public Policy est le journal officiel de la Federalist Society et un abonnement est fourni aux membres.
La Federalist Society est un client du cabinet de relations publiques Creative Response Concepts.

## Méthodes et influence
La Federalist Society compte 200 sections étudiantes dans des facultés de droit des États-Unis, ainsi que des sections d'avocats dans 90 villes américaines. La Federalist Society offre à ses 70.000 membres un «entraînement intellectuel et un toilettage professionnel». David Montgomery, dans le Washington Post Magazine, écrit que chaque membre individuel du groupe "s'apparente à une synapse excitée dans un esprit de ruche tentaculaire, sans personne réellement en charge". Montgomery a qualifié la Federalist Society "d'exemple remarquablement réussi de ce que les politologues appellent une "communauté politique épistémique"", faisant écho à Amanda Hollis-Brusky, qui a décrit la Federalist Society comme "un réseau interconnecté d'experts possédant des connaissances pertinentes en matière de politique, partageant certaines croyances, et travaillant pour transmettre activement et traduire ces croyances en politique":10–11. L'ancien vice-président exécutif de la Federalist Society, Leonard Leo, a déclaré "qu'il approuve la théorie des réseaux de la société", disant: "Il s'agit moins de savoir qui obtient quel travail mais plus de construire une communauté qui peut se perpétuer, se maintenir, s'auto-entretenir et s'auto conduire".
Steven Teles, professeur de science politique à l'Université Johns Hopkins et auteur de The Rise of the Conservative Legal Movement: The Battle for Control of the Law, a écrit que l'influence de la Federalist Society sur le processus de sélection judiciaire n'est peut-être pas la plus importante du groupe. impact. Au lieu de cela, la "relation d'offre et de demande entre les juges et le réseau" peut être primordiale, les juges ayant besoin "d'érudition et d'arguments étendant les principes fédéralistes à de nouveaux domaines. Lorsque de nouvelles théories juridiques s'écartent du statu quo, elles ont besoin qu'elles soient examinées et légitimées par le biais d'un débat public. Ils nécessitent des cas ciblés soulevant des questions qui offrent une ouverture pour faire avancer la loi. Sans professeurs et avocats du réseau pour répondre à cette demande, vous n'allez pas maximiser ce que vous avez obtenu grâce au processus électoral. "
Le Washington Post Magazine a écrit que la Federalist Society "fournit le climat durable dans lequel les tempêtes de droite vont et viennent" et que "Une grande partie de l'influence de la Federalist Society ne vient pas de ses victoires très médiatisées à Washington mais de ses coulisses, la capacité de la base à changer la loi au niveau de l'idée, même au niveau culturel". La Federalist Society ne fait pression pour aucune politique particulière, ne signe pas de mémoires d'amicus et ne représente pas de clients dans des cas particuliers. Amanda Hollis-Brusky, professeure agrégée de science politique au Pomona College, et le Calvin TerBeek, doctorant en science politique à l'université de Chicago, conteste que la Federalist Society est non partisane, pointant des documents rédigés par la Federalist Society à des donateurs en 1984 où l'organisation déclare qu'une de ses missions est de pousser les positions conservatrices. Pour contredire Hollis-Brusky et TerBeek, l'ancien solliciteur général Ted Olson a également écrit dans Politico Magazine soulignant qu'en 37 ans de son existence, jamais "la Federalist Society n'est allé en justice, et jamais une seule fois pendant cette période la société a adopté de résolution plaidant pour ou contre toute question juridique".
En 2018, Politico Magazine a écrit que "l'organisation avait sensiblement et indéniablement changé la nature du pouvoir judiciaire". La Federalist Society a été décrite comme influente sous les présidences de George HW Bush, George W. Bush et Donald Trump,.
L'American Constitution Society, fondée en 2001, a été explicitement créée comme un analogue libéral de la Federalist Society.
En janvier 2020, la Commission des codes de conduite de la Conférence judiciaire des États-Unis a diffusé un projet d'avis consultatif qui interdirait l'adhésion à la Federalist Society ou à l'American Constitution Society pour les membres de la magistrature. L'avis proposé continuerait de permettre l'adhésion à l'American Bar Association (ABA),. La restriction proposée est limitée à l'adhésion et les juges seraient toujours autorisés à participer à des événements organisés par des organisations telles que la Federalist Society et l'American Constitution Society à travers des allocutions, des discussions de groupe et la participation à des événements. L'avis consultatif proposé comportera une phase de commentaires de 120 jours, qui se terminera le 20 mai 2020.

## Philosophie judiciaire
Selon le Washington Post Magazine, « de nombreux fédéralistes sont des guerriers politiques et idéologiques, mais jamais au nom de la Federalist Society. Au contraire, les événements de société fournissent un terrain de travail où ils affinent leurs arguments, saisissent une chance de briller et d'attirer l'attention des mentors placés plus haut dans la hiérarchie politico-juridique. En ce sens, la Federalist Society est également un réseau de talents et une agence de placement ».
Une étude de 2008 a révélé que les membres de la Federalist Society nommés par les administrations républicaines aux cours d'appel des États-Unis avaient avaient voté de manière plus conservatrice que les non-membres. Les critiques disent que l'organisation favorise l'activisme judiciaire, en particulier sur les questions sociétales. De nombreux membres de la Federalist Society sont favorables à l'annulation de Roe v. Wade, décision de la Cour suprême qui autorise l'avortement. L'organisation a tendance à favoriser les juges qui adoptent des positions conservatrices sur les droits à l'avortement et d'autres questions sociales. Des membres de la Federalist Society ont présenté des plaidoiries dans chaque affaire d'avortement dont la Cour suprême est saisie depuis 1992 :141.
Selon les auteurs de Building Coalitions, Making Policy: The Politics of the Clinton, Bush, and Obama Presidencies (2012), « les membres de la Federalist Society déclinent l'idée selon laquelle ils sont unis autour d'une philosophie particulière», bien que de nombreux membres aient été associés à méthodes d'interprétation constitutionnelle textualistes ou originalistes. Le principe de retenue judiciaire a tendance à être en phase avec les vues conservatrices sur l'avortement et les droits des LGBT, tandis que « les critiques soulignent que les conservateurs ne sont généralement pas aussi déterminés à suivre le "sens original" dans des domaines tels que l'action positive, les pouvoirs exécutifs, la liberté d'expression et le fédéralisme ». Les libéraux ont souligné « à quel point il est étrangement commode que la jurisprudence prônée par les membres de la société donne si souvent des résultats conservateurs ». Leonard Leo, ancien vice-président exécutif de la Federalist Society, « conteste l'idée que la Constitution contient des valeurs conservatrices ou progressistes, et il nie que l'originalisme soit truqué pour atteindre des résultats conservateurs et libertaires ». Leonard a ainsi déclaré: « Vous pratiquez l'originalisme de manière appropriée lorsque vous le faites sans regarder derrière le rideau et en essayant de prédéterminer les résultats » et « Il y a des libéraux qui travaillent très dur pour essayer de développer une approche neutre et originaliste de l'interprétation… Le fait que les gens puissent sortir différemment à l'occasion - ça, ça va. La moitié du chemin est juste de s'accorder sur le fait que c'est essentiel ». De plus en plus, « un certain nombre d'érudits libéraux se sont appliqués à montrer comment, dans les faits, les approches originalistes peuvent donner des résultats progressistes. Alors que ce courant de pensée sort du milieu académique, la logique originaliste libérale apparaît de plus en plus dans les mémoires et même dans les dissidences de la Cour suprême ».

## Activités juridiques des membres
Les membres de la Federalist Society se sont opposés à la réglementation sur la propriété privée et les entreprises privées, et ont fait valoir que des réglementations spécifiques doivent être adoptées par les législatures plutôt que par les tribunaux ou le pouvoir exécutif qui interprètent les lois et pouvoirs existants:75.
Les membres de la Federalist Society ont fait valoir que les tribunaux ne devraient pas tenir compte de la race lorsqu'ils prennent des décisions :99. Par exemple, des membres du groupe ont fait valoir que les affaires de droits civils impliquant des politiques de discrimination raciale ne devraient pas prendre en compte la race, mais plutôt les individus impliqués  :99. Les membres de la Federalist Society étaient largement impliqués dans l'affaire Parents Involved in Community Schools v. Seattle School District No. 1, dans laquelle la Cour suprême a annulé des plans de déségrégation volontaire dans plusieurs juridictions  :99. Les auteurs de The Federalist Society: How Conservatives Took the Law Back from Liberals écrivent que «les conservateurs croient cependant qu'il n'est pas approprié que le gouvernement favorise l'équilibre racial. L'essence de la position conservatrice est qu'il n'y a pas de différence juridique entre la considération de la race ou du sexe à des fins d'exclusion et celle de la race ou du sexe à des fins d'inclusion. Ils soutiennent que les deux sont nuisibles et aggravent les problèmes raciaux. D'un autre côté, de nombreux défenseurs des droits civiques pensent que, parce que notre histoire a été celle de l'exclusion systématique des minorités raciales et des femmes des institutions sociales, politiques et économiques et des postes de pouvoir et d'influence, la vision conservatrice conduit à la poursuite de l'exclusion et retarde la capacité de la société à progresser vers l'inclusion" :100.
Les membres de la Federalist Society se sont vigoureusement opposés à la réglementation sur les armes à feu. Les députés estiment que le deuxième amendement protège les droits des individus à posséder des armes à feu, par opposition à un droit collectif aux armes. Au moment de la création de la Federalist Society et depuis le XIXe siècle, la Cour suprême et les universitaires avaient une vision plus restrictive des droits des armes à feu. La Federalist Society a joué un rôle déterminant dans la modification des points de vue juridiques sur les droits des armes à feu, aboutissant à l'arrêt de la Cour suprême District of Columbia v. Heller, qui a annulé la réglementation sur les armes à feu dans le district de Columbia, qui exigeait que les armes à feu soient maintenues "déchargées et démontées ou liées par un verrou à gâchette":48.
La Federalist Society a également eu une influence significative sur la décision de la Cour suprême dite Citizens United (citoyens unis) qui a affaibli la réglementation sur le financement des campagnes en constatant que la clause de liberté d'expression du premier amendement à la Constitution interdit au gouvernement de restreindre les dépenses indépendantes pour les communications des sociétés à but non lucratif, pour les sociétés à but lucratif, pour les syndicats et les autres associations:82–87.

### King v. Burwell
Les idées de la Federalist Society étaient «au cœur intellectuel» de l'affaire King vs. Burwell, qui a contesté la constitutionnalité de la Loi sur les soins abordables (ACA ou Obamacare), les membres du groupe jouant "un rôle principalement en support de King - et dans bon nombre des victoires juridiques conservatrices les plus importantes des 30 dernières années". Dans son livre sur l'histoire de la Federalist Society, la politologue Amanda Hollis-Brusky écrit que «les membres de la Federalist Society se sont investis légalement contre l'ACA bien avant que la loi ne soit promulguée - avant même qu'il n'y ait quoi que ce soit de concret à plaider contre" :135.
Le professeur de droit libertarien Randy Barnett a assisté à son premier événement de la Federalist Society en 1986. Il était réticent à y assister, craignant que le groupe ne soit une "secte conservatrice fermée". Au lieu de cela, il a trouvé le groupe "ouvert à tester des idées diverses". Il est passé du droit des contrats au droit constitutionnel et est devenu un expert du neuvième amendement à la Constitution des États-Unis. Au moment où l'ACA a été adoptée en 2010, Barnett avait "un arsenal d'arguments commerciaux prêts" à plaider contre la légalité de l'ACA. Barnett est ainsi devenu "la voix principale de l'aile libertarienne croissante de la société fédéraliste, et il est devenu l'un des architectes des revendications constitutionnelles au cœur des poursuites contre le plan de soins de santé". Sa participation à la contestation judiciaire de l'ACA a été initiée lors du congrès national de 2009 de la Federalist Society. Il est co-auteur d'un mémorandum juridique de 16 pages "qui décrit un cas constitutionnel contre la mesure de soins de santé." Le mémorandum "est devenu une source de discussion pendant le débat au Congrès et a jeté les bases des contestations judiciaires ultérieures; Barnett a représenté l'un des plaignants". Barnett a déclaré que la Federalist Society "implique les gens, suscite leur l'intérêt et souvent ils agissent souvent sur ces sujets".

## Administration de George W. Bush
Les postes juridiques au sein de l'administration Bush étaient également massivement dotés par les membres de la Federalist Society. Environ la moitié des candidats de Bush aux postes de juge en cour d'appel étaient des membres de la Federalist Society. L'administration Bush fut durement critiquée pour sa décision de nommer Harriet Miers à la Cour suprême, les critiques conservateurs affirmant qu'elle ne rendait pas des décisions systématiquement conservatrices, qu'elle n'avait pas l'"acréditation" de la Federalist Society, ainsi que pour ses prétendus liens avec l'American Bar Association (que les conservateurs considèrent comme libéraux). Après ce tollé la conservatrice Miers retire sa candidature. L'administration Bush a ensuite nommé à la Cour suprême Samuel Alito, un membre de la Federalist Society avec une activité conservatrice constante et active dans les cercles de la Federalist Society.
Les membres de la société ont contribué à encourager la décision du président George W. Bush de mettre fin à une pratique vieille de près d'un demi-siècle consistant à donner à l'American Bar Association un accès anticipé confidentiel aux candidats à la magistrature, permettant à l'ABA d'évaluer les qualifications des candidats avant que les nominations soient annoncées. Depuis l'administration du président Dwight D. Eisenhower, l'American Bar Association a fourni ce service aux présidents des deux bords de l'échiquier américain et de la nation en vérifiant les qualifications des personnes envisagées pour une nomination à vie à la magistrature fédérale avant tout autre groupe. La société a allégué que le barreau avait fait preuve d'un parti pris libéral dans ses recommandations,,. Les exemples donnés incluent que, alors que les anciens greffiers de la Cour suprême nommés à la Cour d'appel par les démocrates avaient une note moyenne légèrement inférieure à "bien qualifié", des candidats républicains similaires étaient classés en moyenne comme "qualifiés / bien qualifiés". En outre, l'association du barreau a attribué aux candidats à la magistrature de Ronald Reagan Richard Posner et Frank H. Easterbrook ses notes les plus basses possibles de «qualifiés / non qualifiés» alors que les juges Posner et Easterbrook sont devenus les deux juges les plus cités dans la magistrature d'appel fédérale.

## Administration Donald Trump
Selon Politico Magazine, "Trump est président pour une longue liste de raisons, bien sûr, mais en haut de cette liste se trouve l'imprimatur que lui a accordé la Federalist Society. Il n'aurait presque certainement pas pu obtenir ce qu'il voulait sans les fédéralistes. Et ils n'auraient presque certainement pas pu obtenir ce qu'ils voulaient sans lui".
La Federalist Society a exercé une influence sur l'administration Trump, en sélectionnant le juge de la Cour suprême Neil Gorsuch et en sélectionnant une liste de juges conservateurs pour pourvoir les postes vacants dans l'ensemble de la magistrature fédérale,,,. La société a aidé à dresser la liste de 21 personnes parmi lesquelles Donald Trump a déclaré qu'il choisirait un candidat pour remplacer Antonin Scalia à la Cour suprême des États-Unis. Neuf des 21 personnes ont pris la parole lors du congrès annuel de la société à la fin novembre 2016, tandis que presque toutes les autres étaient présentes,. Les membres de la Federalist Society ont généralement choisi de ne pas critiquer le président Donald Trump et Politico a décrit les adhérant à la Federalist Society comme "des avocats conservateurs d'élite qui ont généralement choisi de donner à Trump un laissez-passer pour ses violations des normes et traditions juridiques tant appréciées en échange du cadeau" de la nomination du juge Neil Gorsuch.à la court suprême". L'ancien vice-président exécutif de la Federalist Society, Leonard Leo, a déclaré: "Ce que le président Trump a fait avec la sélection et les nominations judiciaires est probablement au cœur même de son héritage, et pourrait bien être ses plus grandes réalisations jusqu'à présent."
En mai 2018, la Federalist Society a organisé un appel téléphonique intitulé "Examen de la légalité de l'enquête Mueller", où l'un des orateurs a fait valoir que l'enquête du conseil spécial Robert Mueller sur l'ingérence russe dans les élections de 2016 était anticonstitutionnelle.
La Federalist Society a joué un rôle clef en suggérant des candidats à la magistrature au président Donald Trump ; la liste des candidats potentiels à la Cour suprême des États-Unis a été examiné et, en janvier 2019, 25 des 30 candidats à la Cour d'appel du président Trump étaient d'anciens ou membres actuels de la société.

## Membres notables
Les membres notables de la société comprennent :
- Le juge en chef des États-Unis, John Roberts (contesté) [note 1]
- L'ancien juge de la Cour suprême des États-Unis, Antonin Scalia (qui a été le premier conseiller pédagogique de l'organisation)[41]
- Le juge de la Cour suprême Samuel Alito[9]
- Le juge de la Cour suprême Clarence Thomas
- Le juge de la Cour suprême Neil Gorsuch[42]
- Le juge de la Cour suprême Brett Kavanaugh[43],[44]
- Juge à la Cour d'appel des États-Unis (DC Cir.) Thomas Griffith[45]
- Alex Kozinski, ancien juge en chef de la Cour d'appel des États-Unis pour le neuvième circuit[46]
- Juge à la Cour d'appel des États-Unis (5th Cir.) Edith Brown Clement[47]
- Ancien juge à la Cour d'appel des États-Unis (DC Cir.) Robert Bork
- Le professeur Michael W. McConnell de la Stanford Law School et ancien juge à la Cour d'appel des États-Unis (10th Cir.)[48]
- Ancien procureur général des États-Unis, Edwin Meese
- Ancien procureur général américain John Ashcroft
- Ancien procureur général adjoint des États-Unis, Peter Keisler, cofondateur de la Federalist Society[7]
- Ancien avocat général des États-Unis, Theodore Olson
- L'ancien avocat général des États-Unis, Paul Clement
- L'ancien président Pro Tempore du Sénat américain Orrin Hatch
- Le sénateur républicain du Texas Ted Cruz[49]
- Le sénateur républicain du Missouri Josh Hawley[50]
- Le sénateur républicain de l'Indiana Todd Young
- L'ancien sénateur américain et secrétaire à l'énergie, Spencer Abraham
- L'ancien ambassadeur des États-Unis auprès de l'Union européenne C. Boyden Gray
- L'ancien secrétaire américain à l'Intérieur, Gale Norton
- Michael Chertoff, ancien secrétaire américain à la Sécurité intérieure
- L'ancien avocat général du Bureau de la gestion et du budget et du département de la Sécurité intérieure Philip Perry[51]
- L'ancien représentant de l'État du Texas et avocat de Dallas, Bill Keffer[52]
- L'ancien président de l'Université Baylor et ancien avocat indépendant Kenneth Starr
- L'ancien doyen de la faculté de droit de Columbia, David Schizer[53]
- Le Professeur Richard Epstein de la faculté de droit de l'Université de New York[54]
- Le professeur Randy Barnett du Georgetown University Law Center
- Roger Pilon, directeur des études constitutionnelles à l'Institut Cato[55]
- Le 28e secrétaire américain au Travail, Eugene Scalia (fils du juge Antonin Scalia)[56]

## Voir également
- Alliance pour la justice
- American Constitution Society
- Centre Brennan pour la justice
- Guilde nationale des avocats
- Fondation John M. Olin